# 박원상
박원상(1970년 1월 20일 ~ )은 대한민국의 배우이다. 숭실대학교 극예술 연구회에서 활약을 한 그는 1993년 MBC 대학가요제에서 은상 수상을 하여 첫 데뷔를 하였다.

## 학력
- 숭실대학교 독어독문학과 학사

## 출연작

### 영화
- 1996년 《세 친구》 ... 폭력상병 역
- 2000년 《킬리만자로》 ... 광한 역
- 2000년 《나는 왜 권투심판이 되려하는가》 ... 혁신 역
- 2001년 《와이키키 브라더스》 ... 정석 역
- 2001년 《흑수선》 ... 장기밀매 사내 역
- 2002년 《정글 쥬스》 ... 이 형사 역
- 2002년 《결혼은, 미친 짓이다》 ... 규진 역
- 2003년 《4인용 식탁》 ... 박문섭 역
- 2003년 《해피 에로 크리스마스》 ... 똘마니 1 역
- 2004년 《미소》 ... 민수 역
- 2004년 《범죄의 재구성》 ... 제비 역
- 2004년 《알포인트》 ... 마원균 병장 역
- 2005년 《거미숲》 ... 문 기사 역
- 2005년 《레드아이》 ... 정호 역
- 2005년 《엄마》 ... 큰사위 역
- 2005년 《댄서의 순정》 ... 마상두 역
- 2005년 《안녕, 형아》 ... 한이 아빠 역
- 2006년 《싸움의 기술》 ... 안 계장 역
- 2006년 《여교수의 은밀한 매력》 ... 김영호 PD 역
- 2007년 《극락도 살인사건》 ... 상구 역
- 2007년 《이대근, 이댁은》 ... 흥신소 업자 역
- 2007년 《화려한 휴가》 ... 용대 역
- 2007년 《가면》 ... 김 형사 역
- 2008년 《죽이고 싶은 남자》 ... 대성 역
- 2008년 《우리 생애 최고의 순간》 ... 미숙의 남편, 규철 역(우정출연)
- 2008년 《어린왕자》 ... 용준수 역
- 2008년 《GP506》 ... 복구대장 역(우정출연)
- 2008년 《걸스카우트》 ... 민홍기 역
- 2008년 《여기보다 어딘가에》 ... 악기가게 점원 역(특별출연)
- 2009년 《황금시대》 ... 남편 역
- 2009년 《날아라 펭귄》 ... 승윤아빠 역
- 2009년 《시크릿》 ... 최 형사 역
- 2010년 《작은 연못》 ... 피난민들 역
- 2010년 《내 깡패 같은 애인》 .. 종서 역
- 2010년 《귀》 ... 한문선생님 역
- 2010년 《소와 함께 여행하는 법》 ... 휴게소 사내 역(우정출연)
- 2010년 《이층의 악당》 ... 함기수 역(특별출연)
- 2010년 《우리 만난 적 있나요》 ... 나견조 역(우정출연)
- 2011년 《수상한 이웃들》 ... 박종호 역
- 2011년 《챔프》 ... 김 조교사 역
- 2012년 《부러진 화살》 ... 박준 역
- 2012년 《두 개의 달》 ... 정 피디 역(우정출연)
- 2012년 《외사경찰》 ... 탈북 브로커 정보원 역
- 2012년 《남영동1985》 ... 김종태 역
- 2013년 《7번방의 선물》 ... 최춘호 역
- 2013년 《남쪽으로 튀어》 ... 윤성주 변호사 역(우정출연)
- 2013년 《사랑해! 진영아》 ... 황태일 역
- 2014년 《오빠가 돌아왔다》 ... 카페 주인 역
- 2014년 《찌라시: 위험한 소문》 ... 오본석 역
- 2014년 《스톤》 ... 인걸 역
- 2014년 《제보자》 ... 이성호 역
- 2014년 《사도》 ... 홍봉한 역
- 2017년 《프리즌》 ... 정혁수 과장 역
- 2017년 《대립군》 ... 조승 역
- 2018년 《환절기》 ... 진규 역
- 2018년 《리틀 포레스트》 ... 우체부 역(특별출연)
- 2019년 《크게 될 놈》 ... 진영 역
- 2019년 《나쁜 녀석들: 더 무비》 ... 조동철 역
- 2019년 《오만》 ... 한종훈 역
- 2020년 《불량한 가족》 ... 현두 역
- 2020년 《이별유예, 일주일》 ... 와이 역 (특별출연)
- 2023년 《교섭》 ... 토론 프로그램 진행자 역 (특별출연)
- 2023년 《너와 나》 ... 세미 부 역
- 2023년 《소년들》 … 재판장 역 (우정 출연)
- 2023년 《서울의 봄》 ... 고재영 역
- 2024년 《목화솜 피는 날》 ... 최병호 역

### 드라마
- 2000년 MBC 《세 친구》 ... 윤다훈이 손소영과 동반 관람하는 뮤지컬 "아가씨와 건달들"의 주연 무대 배우 역으로 단역
- 2007년 KBS2 《드라마시티 - 쌈닭 미숙이》 ... 한경태 역
- 2008년 MBC 드라마넷 《별순검 시즌 2》 ... 지대한 역
- 2010년 OCN 《야차》 ... 박포 역
- 2011년 KBS2 《드림하이》 ... 윤 사장 역
- 2011년 SBS 《무사 백동수》 ... 장대포 역
- 2011년 KBS2 《뱀파이어 검사》 ... 감식반 역
- 2011년 KBS2 《KBS 드라마 스페셜 - 서경시 체육회 구조조정 비하인드 스토리》
- 2011년 KBS2 《KBS 드라마 스페셜 연작 시리즈 - 아들을 위하여》 ... 필규 역
- 2012년 OCN 《히어로》 ... 권혁규 역
- 2012년 KBS2 《KBS 드라마 스페셜 - 내 아내 네이트리의 첫사랑》 ... 명철 역
- 2013년 tvN 《나인: 아홉 번의 시간여행》
- 2013년 KBS2 《상어》 ... 변방진 역
- 2013년 MBC 《메디컬 탑팀》 ...조준혁 역
- 2014년 KBS2 《골든크로스》 ... 임경재 역
- 2014년 KBS2 《빅맨》 ... 강력계 형사 역
- 2014년 OCN 《리셋》 ... 고수사관 역
- 2014년 KBS2 《힐러》 ... 장병세 역
- 2015년 MBC 《화정》 ... 장봉수 역
- 2015년 JTBC 《라스트》 ... 류종구 역
- 2015년 tvN 《풍선껌》 ... 조동일 역
- 2016년 KBS2 《동네변호사 조들호》 ... 배대수 역
- 2016년 MBC 《W》 ... 한철호 역
- 2016년 JTBC 《판타스틱》
- 2016년 MBC 《역도요정 김복주》 ... 준형의 주치의 역
- 2017년 KBS2 《7일의 왕비》 ... 박원종 역
- 2017년 SBS 《조작》... 임지태 역
- 2017년 tvN 《아르곤》 ... 신철 역
- 2017년 JTBC 《언터처블》 ... 고수창 역
- 2018년 SBS  《스위치 - 세상을 바꿔라》 ... 양지승 역
- 2018년 tvN 《아는 와이프》 ... 변성우 역
- 2019년 MBC 《아이템》 ... 구동영 역
- 2019년 KBS2 《단, 하나의 사랑》
- 2019년 MBC 《웰컴2라이프》 ... 오석준 역
- 2020년 MBC 《더 게임: 0시를 향하여》 ... 이준희 역
- 2020년 SBS  《더 킹 : 영원의 군주》 ... 박문식 역
- 2020년 MBC 《꼰대인턴》
- 2021년 MBC 《미치지 않고서야》 ... 팽수곤 역
- 2021년 MBC 《검은 태양》 ... 남선우 역
- 2021년 KBS2 《연모》 ... 신영수 역
- 2021년 SBS  《그 해 우리는》 ... 최호 역
- 2022년 JTBC 《모범형사 2》 ... 최용근 역
- 2024년 tvN 《O'PENing - 아름다운 우리여름》 … 나동호 역
- 2024년 MBC 《지금 거신 전화는》 … 나진철 역
- 2025년 TVING 《춘화연애담》 … 왕 역
- 2025년 MBC 《노무사 노무진》 … 행정실장 역 (특별출연)
- 2025년 JTBC 《착한 사나이》 … 김진호 역
- 2025년 MBC 《메리 킬즈 피플》 (특별출연)

### 뮤지컬
- 1994년 《아가씨와 건달들》 ... 베니 사우드스트릿 역(남자 조연)
- 1994년 《포기와 베스》 ... 포기 역(남자 주인공)

### 연극
- 1994년 《햄릿》 ... 햄릿 왕자 역(주인공)…
- 1999년 《평화씨》
- 2000년 《운명에 관하여》
- 2001년 《통일 익스프레스》
- 2002년 《도덕적 도둑》
- 2003년 《비.언.소》
- 2003년 《마술가게》
- 2004년 《행복한 가족》
- 2006년 《슬픈 연극》
- 2008년 《연극열전 2 늘근도둑 이야기》
- 2009년 《갈매기》
- 2010년 《양덕원 이야기》
- 2010년 《B언소》
- 2011년 《늘근도둑 이야기》
- 2012년 《노이즈 오프》
- 2012년 《서울노트》
- 2014년 《멜로드라마》

### 라디오 프로그램
- 2015년 EBS FM 《EBS 책 읽는 라디오 낭독 시리즈》

## 수상 및 후보
| 연도 | 시상식                | 부문                                     | 작품                | 결과 |
| ---- | --------------------- | ---------------------------------------- | ------------------- | ---- |
| 1993 | 제17회 MBC 대학가요제 | 은상                                     | 아무 말도 말아요    | 수상 |
| 2013 | 제4회 올해의 영화상   | 남우주연상                               | 남영동1985          | 후보 |
| 2013 | 제22회 부일영화상     | 남우주연상                               | 남영동1985          | 후보 |
| 2019 | MBC 연기대상          | 월화/특별기획드라마 부문 남자 우수연기상 | 아이템, 웰컴2라이프 | 후보 |